# Christian Hirschmentzl
Christian Gottfried Hirschmentzl OCist (* 7. Januar 1638 in Frýdek, Herzogtum Teschen; † 26. Februar 1703 in Velehrad, Mähren) war ein Zisterziensermönch und Schriftsteller. Er gilt als bedeutender Repräsentant des schlesischen und böhmischen Barocks.

## Leben und Werk

### Zisterzienser in Welehrad und Plass
Christian Hirschmentzels Vater, der aus Liegnitz stammte, war als Protestant zum katholischen Glauben übergetreten. Hirschmentzel besuchte das Gymnasium in Brünn und Olmütz; darauf trat er mit 18 Jahren am 9. März 1656 in das Zisterzienserkloster Welehrad ein. Am 19. Mai 1657 legte er dort die zeitliche Profess ab. Da Abt Johann Salix, der spätere Bischof von Fünfkirchen, alle Nicht-Ungarn aus dem Kloster entfernte, ging er in das Kloster Plass und legte dort am 9. März 1658 die feierliche Profess ab. Unter dem neuen Abt von Welehrad, Bartholomäus Ferreus (1657–1672), konnte er in sein Mutterkloster zurückkehren und neuerlich die Profess ablegen. Am 26. Juli 1659 wurde er zu den niederen Weihen zugelassen und 1661 als Klosterarchivar eingesetzt. 1662–1663 studierte er im Kloster Philosophie. Im August 1663 floh er vor den Türken nach Buchlau und im Oktober wieder nach Plass, konnte aber 1664 nach Welehrad zurückkehren. Am 9. März 1665 wurde er von Erzbischof Ernst Adalbert von Harrach in Prag zum Subdiakon geweiht.

### Priester in Borschitz, Bolatitz und Nennowitz. Tod in Welehrad
Nach weiteren Studien im Kloster Saar und am Bernhardskolleg in Prag (wo er Vicesuperior war), veröffentlichte er 1667 die beiden einzigen Schriften, die von  ihm im Druck erschienen sind, eine Vita der heiligen Kyrill und Method, sowie eine Fastenpredigt unter dem Titel Rex dolorum. 1668 schloss er sein Studium ab und wurde (am 21. September) 1669 zum Diakon und 1670 von dem Olmützer Erzbischof Karl II. von Liechtenstein-Kastelkorn zum Priester geweiht. Im Kloster übernahm er anfänglich das Amt des Subpriors, dann wurde er in die Seelsorge geschickt, 1671 nach Borschitz, ab November 1674 für fast zwanzig Jahre als Güterverwalter des stiftlichen Gutes nach Bolatitz in Tschechisch-Schlesien. Dort hatte sich nach dem Dreißigjährigen Krieg die Wirtschaft noch nicht erholt. Darüber hinaus sollte er bei der religiösen und moralischen Erneuerung der umliegenden Gegend mitarbeiten. Er besuchte als Vertreter des Klosters den Fürstentag zu Troppau und war 1683 Verbindungsmann zu König Johann III. Sobieski. 1688 gründete er die Rosenkranzbruderschaft. Nach einem weiteren Pfarramt in Nennowitz (Bezirk Brünn-Stadt) kehrte Hirschmentzel 1696 auf eigenen Wunsch nach Welehrad zurück und verbrachte die sieben letzten Jahre seines Lebens mit weiteren Studien.

### Der Autor
Hirschmentzl hinterließ außer den zwei gedruckten Schriften mindestens 46 weitere Werke im Manuskript. Warum es nicht zu weiteren Drucken kam, ist unklar. Richter gibt zur Erklärung seine Unbeliebtheit unter den Mitbrüdern und deren Missgunst an. Jedenfalls wurde ihm am 27. September 1700 bescheinigt, dass seine zahlreichen Manuskripte (mindestens 7 000 Seiten) in den Bestand der Klosterbibliothek eingegliedert sind. Sie befinden sich in der Wissenschaftlichen Bibliothek in Olmütz unter den Signaturen M I 396 bis 424 und M II 234 bis 241.
Zu seinen wichtigsten Werken gehören die Abhandlung Zänkerei eines Landwirts mit einem Städter um die Vorteile des Standes, eine lateinische Studie zur polnischen und böhmischen Geschichte, die Vierteilige Geschichte des Böhmischen Königtums, der Markgrafschaft Mähren und des Klosters in Welehrad und eine Sammlung anekdotischer Geschichten, Feriae Christiano Bacchanales.
Er setzte sich für die Beibehaltung des Festes der slawischen Apostel Cyril und Method ein. Ihr Leben stellte er in einem lateinischen Schriftstück dar und ließ eine Kapelle zu ihrer Ehrung erbauen; sie ist nicht erhalten. Beachtenswert ist auch sein Schriftstück Aufheben der Erzgenossen des heiligen Rosenkranzes im Bolatitzer Tempel.
Daneben trat er als Komponist in Erscheinung.

## Werke

### Kompositionen
- 11 Interludes for two clarinos or other soprano instruments. 1977.
- Musica Bohemica Prag, Jaroslav Krcek (dir). 1994.
- Vzhůru na ptáky. Lovecké písně barokní Čechie. Prag 2001. (Jagdlieder des Barock, CD)

### Drucke
- D1. Rex dolorum sive Oratio de passione INRI. Prag 1667. H48
- D2. Vita SS. Cyrilli Et Methudii, Archiepiscoporum Moraviae, Sivé Vetus Wellehrad. Nunc Primům vinidicatum A F. Christiano Hirsmentzel, Sac: Ord: Cisterciencic Profess: Wellehrad: Cum Licentia Reverendissimorum Superiorům, Excudebat Urbanus Balthasar Goliasch. Prag 1667. H44.

### Manuskripte in alphabetischer Reihenfolge
Im Folgenden werden alle seine Werke, soweit sie bei Richter (R), Halusa (H) oder in WorldCat (W) aufgelistet sind, in der alphabetischen Reihenfolge des Schlüsselbegriffs des Titels aufgeführt. Die jeweiligen Nummern bei Richter und Halusa sind hinzugefügt, ebenso wie die bei WorldCat angegebenen Umfänge.
- M1. Amorosae et dolorosae septuaginta quatuor collectiones sponsae et sponsi sanguinum seu meditationes de passionis Domini. H4, W: 148 Blätter.
- M2. Archi-Confraternitas sacri Rosarii BVM in Bolatitz cum Hyperdulia Mariana praedicabili. Erzbruderschaft des Heiligen Rosenkranzes in Bolatitz. Arcibratrství svatého růžence v chrámu Páně Bolatským. R40, H3, W: 366 Seiten.
- M3. Bibliotheca Breviloqua octopartita divinarum et humanarum, sacrarum et politicarum scientiarum et facultatum. 2 Bde. R19, H1, H36, W: 655+435 Blätter.
- M4. Catechismus praedicabilis trifariam divisus. R13, H15
- M5. Cistercium Mater et Caput totius Ordinis … arbor vitae totius ordinis Cisterciensis secundam suam Plantationem, Propagationem et Durationem genealogice chronologice exhibetur. H42
- M6. Cithara trichordia Musica ad Deum ter optimum, ad S. Mariam et de Vanitate mundi sive selecti cantus ascetici. R4, H7, W: 280 Seiten.
- M7. Collectanea quadripartita circa Ordinem Cisterciensem. R5, H40, W : 185 Blätter.
- M8. Cultus Solo-Latreaticus et Sac Scripturae et S. Bernardo. R24, H21
- M9. Dulia in sanctos Dei Ecclesiae Wellehradensis Patronos in Moravia Imprimis Officium Proprium in cantu chorali pro festo ss. Cyrilli et Methodii … tandem Cineres sacri. R38, H2
- M10. Elogia quinpartita in vitam S.P. Bernardi de Claravalle. 1699–1702. R34, H27, W: 268 Blätter.
- M11. Ethica christiana. R21, H19, W: 173 Blätter.
- M12. Excercitationes antilogicae et Controversiae in Sacra Scriptura. R30, H24, W: 181 Blätter.
- M13. Exercitationes in omnes anni Mensea. H47
- M14. Exercitia Bohemica in Passionem Christi. R 22, H31.
- M15. Exercitia monastica religiosa sive documenta XII ad obtinendam perfectionem religiosam ... Item Calendarium Bernardeum. R10, H10, W: 193 Blätter.
- M16. Feriae christianae bacchanales, item feria qua Cinerum serio-poenitentialis. Carmina religiosa cum notis musicis. R16, H32, W: 232 Seiten.
- M17. Formulare ecclesiastico-regulare tripartitum in usum in ceremonias sacras tot anni ... ecclesiarum Ordinis Cisterciensis. R 14, H16, W:215 Blätter.
- M18. Fragmenta literaria et varii elaborati conceptus ad usum Religiosorum. R 1, H 45
- M19. Historia Hungariae. Notabilia rerum et regum sive Historia Hungariae triphariam divisa. R37, H43
- M20. Historia Moraviae. Historia de Regno et Marchionatu Moraviae et adjacentium provinciarum. R 25, H 37
- M21. Historia Welehrad. Historia de Veteri et Novo Welehrad. R18, H41
- M22. Horologium monasticum. R32, H26, W: 235 Blätter
- M23. Illiricum Sacrum sive Coelites illirici ex variis Linguae Slavonicae gentibus Martirae, Confessores…Quinque libris in duobis Tomis honorati. H39
- M24. Illyricum. Sanctorale Illyricum, sive Sancti Beati Illustres virtute extot Slavonicis Regnis Viri et Mulieres. R 33, H 38
- M25. Institutio Solemnitatis Corporis Christi exordine Cisterciensi. R9, H12
- M26. Iovialium miscellaneorum centuriae septem et Serio jocorum. R2, H5, W: 373 Seiten.
- M27. Lapis Lydius disceptationum academicarum. W: 148 Blätter.
- M28. Mellilegium Bernardaeum pro Vita contemplativa in vitam Christi, Salvatoris nostri, quatuor alvearibus sive libris dulciter emanans. R11, H13, W: 272 Blätter.
- M29. Menologii. Auctuarium menologii Cisterciensis, et alii duo tractatus alter Solatia ad monachos alter monita ad Praelatos. R 36, H 28
- M30. Missae. Accessus ad Missae sacrificium sacrosancte tractandum. R15, H 17
- M31. Monita S. Bernardi ad Clerum excellentiorem et Apologia in Pseudo-Abbates commendatorios. S. Bernardus ad excellentiorem in ecclesia clerum R20, H 18, W: 158 Blätter.
- M32. Novitiorum. Rudimenta Novitiorum pro Monachatu regulari. Ad novitice. R26, H22, W: 144 Blätter.
- M33. Officiis propria ecclesiae Wellehradensis. R3, H6
- M34.  Orpheus in silvia sacrae solitudinis Wellehrad sub tibia Welebradensi. R27, H23, W: 155 Blätter.
- M35.  Ortus et progressus Ordinis cisterciensis libri très. Počátky a rozvoj cisterciáckého řádu. R28, W: 193 Blätter.
- M36. Oscula sponsae et sponsi sanguinum. R17, H33, W: 183 Blätter.
- M37. Philosophia monastica cisterciensis sive vita contemplativa in sacris patrum Cisterciensium solitudinibus. R8, H11, W: 191 Blätter.
- M38. Problemata academica centum. R31, H25
- M39. Promptuarium sacerdotale ... iuxta ritum s. Romanae ecclesiae et secundum usum Ordinis Cisterciensis. W: 124 Blätter.
- M40. Prototypon regio ethicum faelicissime regnandi. Item ethica praesularis. R39, H29, W: 281 Blätter.
- M41.  Recipe theologiae pro curandis scrupulis conscientiae. R12, H14, W: 144 Blätter.
- M42. Semen evangelicum de sanctis totius annis ... sive Enucleatum et selectum meliorum concionum promptuarium. R6 R7, H8 H9, W: 376 Blätter.
- M43. Sigillis. Liber septem sigillis signatus sive Mysteria sacrarum scripturarum. R42, H30, W: 304 Blätter.
- M44. Suffragia sacra ex Scripturis utriusque Testament. R29, H34, W: 129 Blätter.
- M45. Vita Iesu Christi Cantu figurali et chorali. R35, H35, W: 305 Blätter.
- M46. Vita sanctae Hedwigis. Item Mirabilis Deus in sanctis suis. R23, H20, W: 187 Blätter.
- M47. Zodiacus quadripartitur, regularis, praesularis, prognosticus et Cisterciensis, sive Exercitia sancto Bernardica R41, H46